# Pidhirnîk, Sarnî
Pidhirnîk (în ucraineană Підгірник) este un sat în comuna Kuzmivka din raionul Sarnî, regiunea Rivne, Ucraina.

## Demografie
Componența lingvistică a localității Pidhirnîk
     Ucraineană (100%)
Conform recensământului din 2001, toată populația localității Pidhirnîk era vorbitoare de ucraineană (100%).